# نورسينات
النورسينات (الاسم العلمي: Laroidea) هو فيلق من الطيور يتبع رتبة الزقزاقيات من شعيبة الطيور.

## فصائل
يضم هذا الفيلق من الطيور فصيلتين هما:
- النورسية (الاسم العلمي: Laridae)
- الكركرية (الاسم العلمي: Stercorariidae)